# الحصن (لحج)
الحصن هي إحدى قرى الجمهورية اليمنية. وهي تتبع جغرافيًا لمحافظة لحج. وإداريًا لمديرية الحد. يبلغ تعداد سكانها 1425 نسمة حسب الإحصاء الذي جرى عام 2004.